# Trịnh Giang
Trịnh Giang (chữ Hán: 鄭杠, 14 tháng 10 năm 1711 – 30 tháng 12 năm 1762),  còn có tên khác là Trịnh Khương (鄭橿), hay Trịnh Cường, thụy hiệu là Dụ Tổ Thuận vương (裕祖順王), là vị chúa Trịnh thứ 6 thời Lê Trung hưng trong lịch sử Việt Nam.
Với tư cách là con trai trưởng của Trịnh Cương – vị Chúa tiền nhiệm, Trịnh Giang trở thành người nắm quyền thực sự của Đàng Ngoài từ sau cái chết của cha mình vào tháng 10 năm 1729 đến khi bị lật đổ tháng 1 năm 1740. Trong thời gian cai trị của mình, Trịnh Giang làm nhiều việc mất lòng người như giết hại vua Lê và nhiều đại thần được trọng vọng; lại sa vào con đường ăn chơi xa xỉ, tin dùng hoạn quan, gian nịnh khiến chính sự ngày càng đổ nát. Đến nửa cuối giai đoạn trị vì của ông, các cuộc khởi nghĩa nông dân nổ ra, thành một làn sóng mạnh mẽ khắp Đàng Ngoài. Các sử gia thường xếp thời kỳ của ông là bắt đầu giai đoạn suy vong của họ Trịnh.
Từ năm 1739, Trịnh Giang mắc bệnh và tự nhốt mình trong cung điện dưới lòng đất, trong khi tình hình đất nước ngày càng rối ren bởi các cuộc khởi nghĩa nông dân. Để cứu vãn tình thế, vào đầu năm 1740, mẹ ông là Thái phi Vũ thị cùng một số đại thần trong phủ chúa đã lật đổ ông và đưa người em trai là Trịnh Doanh lên cầm quyền. Trịnh Giang được tôn làm Thái thượng vương nhưng bị giam lỏng trong cung điện cho đến khi qua đời.

## Thân thế và cuộc sống ban đầu
Dụ Tổ Thuận vương Trịnh Giang là con trai trưởng của Hy Tổ Nhân vương Trịnh Cương, mẫu thân là bà Vũ Thị Ngọc Nguyên, người xã Mĩ Thứ, huyện Đường Yên, trấn Hải Dương, nguyên là vợ thứ của Trịnh Cương với tước hàm là Chiêu viện. Ông chào đời vào ngày 14 tháng 10 năm 1711 dưới triều Lê Dụ Tông.
Mùa đông tháng 10 năm 1717, theo lệ cũ dành cho con trưởng của Chúa, Trịnh Giang – 7 tuổi được ra ở phủ riêng, có Bồi tụng Đàm Công Hiệu làm Tán thiện, Nguyễn Hiệu làm Tả tư giảng, Nguyễn Quý Ân làm Hữu tư giảng. Ngày 29 tháng 9 năm 1727, Trịnh Giang khi đó 17 tuổi được phong làm Khâm sai Tiết chế các xứ thủy bộ chư quanh kiêm nắm các việc chính sự, cơ mật, Thái úy, Thịnh quốc công cho mở phủ Điện Quốc. Từ đây địa vị của ông chính thức được công nhận là người sẽ nối ngôi Chúa. Chúa Trịnh Cương còn đích thân làm bài Bảo huấn và hai bài thơ ban dạy cho Trịnh Giang.
Khi ông còn làm thế tử, quan tể tướng là Nguyễn Công Hãng đã dâng mật sớ nhận xét rằng ông là người ươn hèn, không thể gánh vác được ngôi Chúa. Trịnh Cương đã có ý định thay đổi ngôi Thế tử, nhưng vẫn chưa kịp tiến hành. Mùa đông năm 1729, Trịnh Cương đi tuần du ở Như Kinh, giữa đường thì bị bệnh chết, các quan bí mật đưa về phủ chúa rồi phát tang. Trịnh Giang với tư cách thế tử lên nối ngôi Chúa.
Mùa hạ năm 1730, ông tự tiến phong cho mình là Nguyên soái Thống quốc chính Uy Nam vương, tôn tổ mẫu Trương Thị (vợ cả của Trịnh Bính, người xã Như Kinh, huyện Gia Lâm, phủ Thuận An, xứ Kinh Bắc) làm Thái tôn Thái phi, mẹ đẻ là Chiêu viện Vũ thị làm Thái phi. Mỗi khi truyền đạt lời của Thái tôn Thái phi thì gọi là "theo húy chỉ", lời của Thái phi là "theo ý chỉ", truy phong cho ông ngoại (tức cha của bà Thái phi) là Tuấn quận công Vũ Tất Tố làm Tuấn Trạch công. Lại tôn người mẹ đích là Trịnh thị (vợ cả của Trịnh Cương nhưng đã mất mà không có con) làm Thái phu nhân, lập đền thờ ở kinh đô. Các thầy giáo vỡ lòng của Chúa cũng được phong chức: Đàm Công Hiệu làm Thái tể, Nguyễn Quý Ân (đã mất) được truy tặng Hữu Thị lang bộ Hình, tước quận công.

## Trị vì

### Những chính sách mới
Sau khi lên ngôi, Trịnh Giang có ý thực hiện một số cải cách với quy mô nhỏ. Đầu tiên là xá 3/10 thuế vụ hạ và 2/10 thuế vụ đông trong năm Chúa lên chấp chính, đem các ao trong cung uyển và ao ngự trì trả lại cho dân...
Theo lời đề nghị của Nguyễn Công Hãng, vào đầu năm 1730, chúa ra lệnh giảm bớt thuế tô cho ruộng tư theo các hạng; Thanh Hoa và Nghệ An không có đường đê cũng miễn cho tiền thuế điệu, hạng chính đinh được giảm bớt một nữa, hạng hoàng đinh và hạng lão (trên 60 tuổi) thì nhất luật miễn trừ; sau đó còn có lệnh định lại niên hạn làm sổ đinh.
Trịnh Giang là người hay nghi kỵ, lấy cớ rằng các viên trấn thủ trị nhậm ở trấn lâu ngày, được lòng quân dân, e sẽ sinh ra việc biến động, bèn đổi Nguyễn Minh Châu, hiện trấn thủ Kinh Bắc, đi trấn thủ Nghệ An, đại tư mã Đặng Đình Lân đi trấn thủ Sơn Nam. Những viên trấn thủ khác ở các xứ, phần nhiều thay đổi.
Tháng 6 ÂL, Trịnh Giang muốn biết số tài chính, thuế khóa thu chi thừa thiếu thế nào, bèn sai Nguyễn Hiệu và Phạm Khiêm Ích hội đồng viên chức trong lục phiên để kiểm điểm tra xét việc chi dùng của lục cung. Lại theo lời bàn của các quan, tăng tiền thuế dung, thuế điệu những hộ bỏ làng đi trú ngụ (khách hộ) và bọn tạp lưu. Vì có lần giặc giã, phải chi tiêu nhiều cho đến năm (1731), Trịnh Giang lập sổ chi thu biên rõ đồng niên thu vào được bao nhiêu và chi ra mất bao nhiêu, để liệu sự chi dụng cho vừa; lại đặt quan chức để cùng Hộ phiên trông nom các sổ ấy.
Mùa đông năm 1731, các viên giữ chính quyền trong phủ chúa bàn luận về kỳ thi tuyển chọn võ quan. Theo thể lệ khi trước, kì đầu hỏi về nghĩa sách võ kinh thì người có giỏi võ nhưng không giỏi ghi nhớ sẽ bị loại cả. Đến đây định lại kỳ 1 thi bắn cung, múa siêu đao; kỳ 2 thi múa múa kiếm, cưỡi ngựa và chạy bộ bắn tên; kỳ 3 mới thi văn sách, hỏi sơ lược về ý nghĩa 7 bộ sách binh thư, để xem sức học, rồi hỏi kỹ về phương pháp mưu lược việc binh. Sau đó lại nhận thấy rằng khoa thi bát cử lấy đỗ có hạn định, có khi còn bỏ sót nhân tài, bèn phỏng theo thể lệ khoa thi hoành từ về bên văn, đặt thêm khoa hoành tuyển, để khảo thí võ nghệ, người nào có tài năng sẽ được biểu dương và bổ dụng.
Mùa xuân năm 1732, chúa Trịnh Giang theo lời bàn định của các quan, về việc thuế thổ sản. Căn cứ theo tệ nạn trước đó: 
hễ thấy ai có nghề nghiệp gì cũng căn cứ vào đấy mà đánh thuế, bèn đi đến chỗ: có người vì phải nộp thuế sơn sống mà đẵn cả cây sơn; vì phải nộp thuế vải  lụa mà hủy bỏ khung cửi; thu thuế gỗ, thuế nứa mà người ta vứt bỏ cả búa rìu; thu thuế cá, thuế tôm mà người ta cất giấu cả vỏ lưới, đánh thuế mật đỏ mà không ai trồng mía; đánh thuế bông, thuế chè mà vườn tược bỏ hoang. Thành ra làng xóm tiêu điều, thuế hàng năm bỏ thiếu chồng chất, do đấy mà tài dụng trong nước phải thiếu thốn

Từ đó có lệnh đình bãi các thuế thổ sản, duy người nào tình nguyện mới cho phép mà thôi. Dân chúng thấy điều đó là tiện lợi. Mùa đông cùng năm, vì cho rằng thuế muối đánh quá cao (2 phần 10) khiến dân chúng phải ăn uống kham khổ, ông cho bãi bỏ phép đánh thuế này.
Đầu năm 1733, Chúa hạ lệnh hạn chế việc xây tượng Phật. Các tượng chỉ được dùng gỗ hoặc đá để khắc, chiều dài không quá 3 thước ta, mục đích là hạn chế sự lãng phí. Chỉ những trường hợp cá biệt thì phải làm đơn xin rồi mới xét cho làm.
Tháng 2 năm 1733, miễn việc bắt lính trốn ở tứ trấn, bãi bỏ việc mộ lính. Trước đây, vì cớ đinh tráng bị hao hụt, nên số lính ở tứ trấn được giảm bớt. Đến nay lại bàn tuyển bổ. Tham tụng Nguyễn Hiệu bàn rằng những nơi nào trước kia đã được giảm trừ bắt lính thì nay cho xá miễn". Trịnh Giang theo lời. Giang lại lấy cớ việc mộ lính trong khoảng năm Bảo Thái (1720 – 1728) toàn là người bơ vơ nơi đầu đường quán chợ, mà số ruộng cấp cho lại nhiều, nên hết thảy bãi bỏ. Tháng 3, vì giá gạo ở Thanh Hoa đắt đỏ, chúa theo lời của Lưu thủ Nguyễn Thọ Trường, miễn đánh thuế buôn cho thuyền tải gạo đi qua hạt ấy, để bình ổn giá gạo. Tháng 8, lấy cớ rằng đất bãi ở sông khi bồi khi lở còn phải một thời gian lâu, mà người giữ việc khám xét hàng năm đi bắt bớ đốc thúc, lại thêm nhiễu dân, bèn bàn bỏ bớt chức ấy đi. Phàm đất bãi ở hạt nào, giao cho viên phủ, viên huyện hạt ấy thân đi khám xét, rồi đem đủ sự thật dâng lên phủ chúa.
Trước kia người theo nghiệp đèn sách trong nước ta học chữ Nho mà những sách học như là Tứ thư, Ngũ kinh đều dùng sách nhập từ Trung Quốc. Đến năm 1734, Trịnh Giang cho bắt khắc bản in, in các sách phát ra mọi nơi và cấm không cho mua sách in của Tàu nữa. Điều này được Trần Trọng Kim đánh giá là một sự lợi cho sự tài chính .
Căn cứ vào thực trạng có nhiều người trá xưng là công sai trong Lục phiên phủ chúa, mà không có gì xét nghiệm cả, nên tháng 3 năm 1738, ông cho đúc ấn Lục phiên để tiện việc kiểm tra. Sau đó lại thi hành phép cho quan huyện coi việc trạm dịch, những nhà trạm dọc đường đi, cho các quan huyện quản giám, cắt lượt lai dịch danh trực, mà khi có văn thư giao phó thì cho dân chuyển.
Bấy giờ trong nước chính sự nghiêm khắc, nhiều kẻ vì tư thù mà tố giác người khác về việc lộng hành, dung dưỡng bọn côn đồ, thông mưu với giặc hoặc bị bắt đi một cách bí mật... Thường người bị tố giác bị phá nhà mà đến khi xét ra là bị vu cáo mà kẻ tố giác đã trốn mất. Cho nên đến mùa thu năm 1739, Trịnh Giang quy định rằng ai tố cáo thì phải trình bày rõ ràng sự thực, có lời cung khai đính vào đơn, và người nào đi tố cáo người ta cũng bị giữ lại để tra xét chứ không có chuyện nộp đơn rồi đi ngay.
Kể từ đời chúa Trịnh Giang, lục phiên trong phủ Chúa đã cướp mất cả quyền quan lục bộ, lấy chức trưởng thự tham bồi làm quan chính phủ đại thần. Các quan vào tâu chúa Trịnh thì đổi xưng là "thần" thay vì xưng "ngu" như trước đó. Chúa Trịnh ra coi chầu thì gọi là "thị triều", ra tiếp khách thì gọi là "khách triều". Quan đại thần ở chốn phủ bộ, phải có chỉ của nhà chúa cho ngồi mới được ngồi, gọi là "tọa đường". Hằng năm cứ đầu xuân ngày khai bảo, thì yết tờ lịnh chỉ mới ra ngoài phủ đường hoặc ngoài cửa các. Các chức võ quan, chức câu kê trong sáu cung đều phải có lịnh chỉ ban cho cả. Còn các việc khác do nhà chúa truyền ra thì xưng là "chỉ truyền" hay "chỉ dụ" và thường xưng là "ngự" hay "thánh", y hệt như nội điện của vua Lê. Còn lễ nhà chúa vào triều bái vua Lê thì bỏ hẳn không hề nhắc đến.

### Các vụ giết chóc

#### Thay đổi ngôi vua Lê
Ngày 28 tháng 6 năm 1731, Trịnh Giang hạ dụ cầu lời nói thẳng của các quan. Thái thường khanh Bùi Sĩ Tiêm bèn dâng sớ trình bày 10 điều, đại khái là về việc truyền ngôi năm trước và việc chấn hưng nho học, lại chỉ trích những sự tệ hại lúc bấy giờ. Vì thế các quan lại ra sức phản bác Bùi Sĩ Tiêm, cuối cùng Trịnh Giang cách chức, đuổi Sĩ Tiêm về quê.
Trịnh Giang tìm cách ra uy với thiên hạ, bằng việc phế lập vua Lê. Tháng 5 năm 1732, ông lấy cớ Tả thị lang bộ Lễ là Bùi Thế Huy giữ việc giảng kinh sách cho nhà vua mà chỉ dựa dẫm phụ họa, dâng các sách âm dương bói toán không giúp được vua về mặt đạo đức, nên biếm chức Thế Huy làm Thừa chính sứ Yên Quảng. Sau đó các đại thần do Trịnh Quán đứng đầu bàn nhau làm việc quyền biến, vì cớ nhà vua hoang dâm càn rỡ không kiêng kị gì. Trịnh Giang ép vua rời khỏi chính điện ra cung bên cạnh, lại lấy cớ Thái hậu không biết răn bảo vua mà giáng bà làm Quận quân. Số cung đốn cho vua đều cắt xén bớt đi. Đến tháng 8 thì lấy cớ Lê Đế Duy Phường tư thông với phi tần của Trịnh Cương rồi truất làm Hôn Đức công. Sau đó triệu 12 người con của Lê Dụ Tông vào phủ Chúa để xem mặt. Lê Duy Tường là con trưởng, trước kia từng được ở Đông cung rồi bị phế bỏ, đến nay lại được chọn làm vua. Giang sai quan Hữu ty hộ vệ ra ở cung Thọ Phúc. Ngày 14 tháng 10 năm 1732, Duy Tường lên ngôi Hoàng đế, tức vua Lê Thuần Tông. Đến năm 1735, Trịnh Giang sai giết Phế đế Duy Phường bằng cách thắt cổ.
Ngày 5 tháng 6 năm 1735, Lê Thuần Tông mất. Trịnh Giang bỏ hoàng trưởng tử Duy Diêu đã lớn mà lập con thứ 11 của Dụ Tông là Duy Thận, từ nhỏ được nuôi dạy trong phủ chúa lên ngôi, là vua Lê Ý Tông.

#### Giết Nguyễn Công Hãng, Lê Anh Tuấn
Ngày 16 tháng 10 năm 1732, Trịnh Giang được tiến phong Đại nguyên soái Thống quốc chính Thượng sư Uy vương, đặc cách vào chầu không phải lạy, sớ tấu không phải viết tên. Ông bổ dụng Nguyễn Hiệu làm Thượng thư bộ Lễ, vào phủ chúa giữ chức Tham tụng; bãi chức của tể tướng Lê Anh Tuấn và Nguyễn Công Hãng, chuyển ra địa phương. Tháng 12, Trịnh Giang và tay chân vu cáo Nguyễn Công Hãng các tội: cùng kết thành bè đảng, Công Hãng mưu tính việc chôn cất hài cốt tiên tổ ở một kiểu đất to; rồi bắt đày đi làm Thừa chính sứ Tuyên Quang, không lâu sau lại buộc Hãng phải tự tử.
Cũng năm 1736, Trịnh Giang lại tin lời gièm pha mà giết quan tể tướng cũ là Lê Anh Tuấn – lúc này đã bị biếm làm Thừa chính sứ Lạng Sơn, rằng ông này từng cùng Nguyễn Công Hãng bàn mưu thay đổi ngôi Chúa. Người trong kinh, ngoài trấn đều khóc thương cho Lê Anh Tuấn.

#### Giết Đỗ Bá Phẩm
Mùa thu năm 1733, viên Tri công phiên tế tửu là Vũ Công Trấn vì chấp pháp nghiêm minh, không a dua người quyền quý, khi xét kiện làm trái ý chúa, nên bị bãi chức. Mùa thu năm 1734, do ghét Nội giám Vân quận công Đỗ Bá Phẩm, Chúa đã truất ông này làm tuần thủ ở Yên Quảng, lại muốn giao cho tể tướng Nguyễn Hiệu tìm cớ định tội. Hiệu vì có ý bảo vệ cho Đỗ Bá Phẩm nên chần chừ và trái ý Chúa, nên bị giáng chức làm Thượng thư bộ Hình. Sau đó Chúa bắt ép Bá Phẩm phải tự tử. Cuối năm này, Trịnh Giang tự tiến phong Đại nguyên soái Tổng quốc chính Thượng sư Thái phụ Thông Đức Anh Nghị Thánh Công Uy vương. Không lâu sau đó, Nguyễn Hiệu được khởi phục làm Thượng thư bộ Lại và được vào phủ chúa giữ chức Tham tụng như cũ, đồng thời dùng Phạm Khiêm Ích làm Thượng thư bộ Lễ.

#### Vụ Trương Nhưng và Nguyễn Minh Châu
Tháng 5 ÂL năm 1736, hoạn quan Hoàng Công Phụ to nhỏ trước mặt Trịnh Giang rằng Thiêm quận công Trương Nhưng (em ruột Thái tôn Thái phi họ Trương, Trịnh Giang gọi là ông cậu) đang giữ chức trấn thủ Nghệ An có ý làm phản. Vì thế, chúa sai Dật Trung hầu đem thuốc độc để giết Trương Nhưng, dùng Hữu đô đốc Siêu quận công Nguyễn Minh Châu thay giữ công việc trấn Nghệ An.
Sau đó, Trịnh Giang lại toan dùng kế để giết Nguyễn Minh Châu. Tháng 10 cùng năm, chúa sai Dận quận công Đặng Tiến Miên và Dật Tứ hầu đem ngự tửu vào Nghệ An thưởng cho Minh Châu, nhưng thực ra đó là rượu độc. Nguyễn Minh Châu đã có phòng bị từ trước, nên khi thấy quan phụng sai vừa tới dịch quán ngoài dinh, thì lập tức sai hộ vệ cầm đoản đao canh giữ, mà từ cửa ngoài đến Trung quân đặt hơn 10 trạm quân môn canh chừng nghiêm ngặt, mỗi khi đoàn người của quan nội sai đi qua mỗi cửa thì đều bắt 3 người giữ lại, vì thế khi đến nơi ở của Minh Châu rồi thì đoàn sứ giả chỉ có mấy người mà thôi. Vì thế âm mưu ám sát bất thành, Đặng Tiến Miên sau đó cũng phải về kinh sư.

### Hưởng lạc
Tháng 10 năm 1730, Trịnh Giang cho sửa chữa xây dựng hai ngôi chùa Quỳnh Lâm (Đông Triều) và Sùng Nghiêm (Chí Linh, Hải Dương). Sửa chữa xây dựng hai ngôi chùa này, công việc phiền phức nặng nề, phải dỡ lấy gỗ ở phủ Cổ Bi thả xuống sông chở xuôi để cung cấp vào việc xây dựng. Lại hạ lệnh cho dân ba huyện Đông Triều, Thủy Đường và Chí Linh phải gánh vác công việc này, bắt dân khơi đường sông để việc vận tải được lưu thông, dân phải kéo gỗ, xe đá, thường có hàng vạn người làm, ngày đêm không được nghỉ ngơi.
Lúc ấy nhân lâu ngày được bình yên, Trịnh Giang hạ lệnh cho bầy tôi bàn định lễ nhạc. Khi bàn định xong, ngày chúa Trịnh ra coi chầu, phường nhạc sắp hàng ở phủ đường, cửa phủ đường bên tả và bên hữu đã mở, thì bắt đầu cử nhạc, các quan văn quan võ lạy xong, lúc ấy tiếng nhạc sẽ ngừng. Phàm khi chúa đi tuần du hoặc xuất phát quân lính, thì bắn ba tiếng súng, buổi trưa lúc đi nghỉ, ban đêm lúc đi nằm cũng theo quy tắc như thế; khi ra đi thì có cờ lệnh, phường nhạc chia nhau đi trước dẫn đường... Những buổi không có triều hội, ông thường mời các quan đến cùng ngâm tụng thơ ca, bình luận văn sách và các lối viết chữ; ra đề tại chỗ cho mọi người cùng làm thi và có thưởng. Trịnh Giang còn khuyến khích các nho thần sưu tầm thơ văn. Cao Huy Trạc, Nguyễn Công Thái, Nguyễn Trác Luân, Dương Mại, Nguyễn Đức Huy, Nguyễn Kiều vì văn thơ hay, được chúa rất yêu quý.
Trịnh Giang thích chơi bời, cung quán chùa chiền xây dựng kế tiếp. Đầu năm 1736, chúa cho xây chùa Hồ Thiên trấn Kinh Bắc và chùa Hương Hải ở trấn Hải Dương, bắt dân phải phục dịch. Từ đường, phủ đệ ở các làng ngoại thích như Tử Dương và My Thữ xây dựng cực kỳ nguy nga đẹp đẽ. Những người xưng là nội sứ tỏa ra bốn phương bắt lấy vật liệu, vì bọn này ức hiếp hà khắc, nên người làm ruộng, người đi buôn mất hết nghề nghiệp. Nhân dân trở nên khốn cùng.
Trịnh Giang có người em thứ ba là Trịnh Doanh, tuổi còn trẻ nhưng có tài kiêm văn võ, được ông rất tin tưởng. Do không tha thiết việc chính sự, lại không có con trai, nên vào nǎm 1736 Giang phong cho Doanh – lúc đó mới 17 tuổi – làm Tiết chế thủy bộ chủ quân, chức Thái úy, tước Ân Quốc công, cho mở phủ Lượng Quốc. Mỗi tháng ba lần, Doanh thay Giang triều kiến trǎm quan ở Trạch Các để nghe tâu trình công việc. Giang rảnh tay vào ǎn uống, chơi bời, tin dùng hoạn quan Hoàng Công Phụ. Giang cho xây dựng rất nhiều cung quán, chùa chiền rất nguy nga và tốn kém: Chùa Hồ Thiên, hành cung Quế Trạo, Tử Dương, phủ đệ ở các làng họ ngoại như làng Tử Dương, làng My Thữ. Việc xây cất, chơi bời của Trịnh Giang làm tốn kém nhiều tiền của nên Giang ra lệnh tăng các thứ thuế khoá và bắt dân lao dịch nặng nề khiến nhân dân rất bất bình.
Bấy giờ trong nước đã nhiều kì thi Đình mà không lấy đỗ Trạng nguyên; nên vào khoa thi năm 1736, Trịnh Giang nghe lời nội giám Hoàng Công Phụ cho triệu sĩ tử vào thi Đình ở phủ đường thay vì phép cũ là ở cung vua; rồi cất nhắc Trịnh Tuệ là người cùng họ Trịnh đỗ cập đệ đệ nhất danh (Trạng Nguyên), còn các sĩ tử khác đỗ cập đệ và xuất thân có người cao người thấp khác nhau. Trịnh Tuệ vốn chơi thân cùng Hoàng Công Phụ, cho nên bị mọi người chê bai không sao thanh minh được. Ít lâu sau đó cho Huân quận công Trương Nhiêu làm Trấn thủ Sơn Tây, Huân quận công Đặng Đình Gián trấn thủ Kinh Bắc, Bính quận công Vũ Tất Thận, Giảng quận công Lê Tăng làm Thự phủ sự, Thượng thư Phạm Đình Kính làm Nhập thị Tham tụng.
Ngoài ra để có tiền chi xài, Trịnh Giang đẩy mạnh việc buôn bán quan tước. Năm 1736, chúa ra lệnh:
| “ | Quan và dân đều được phép [và] nộp tiền sẽ được cất nhắc hao cho chức phẩm. Các quan trong triều từ lục phẩm trở xuống, ai nộp 600 quan tiền sẽ được thăng chức một bậc. Nhân dân ai nộp 2.800 quan được bổ thụ Tri phủ, nộp 1.800 quan được bổ thụ Tri huyện | ” |

Trong khoảng từ năm 1736 đến năm 1740, Trịnh Giang đã 4 lần cho phép quan lại được nộp tiền để thăng chức và người dân nộp tiền để bổ làm quan.
Tháng 9 năm 1738, Phạm Khiêm Ích từ chức Tham tụng, còn Ngô Đình Thạc một mình làm tướng. Mùa thu năm 1739, chúa bổ dụng Trịnh Tuệ làm Thượng thư bộ Hình, vào phủ đường giữ chức tham tụng.
Trước kia triều đình chỉ có hai ban văn và võ. Đến đây, hoạn quan Hoàng Công Phụ lộng quyền, nên vào mùa hạ năm 1739, Trịnh Giang đặt ra thêm giám ban, ngang hàng với hai ban trên; hạ lệnh: ai thi khảo trúng cách sẽ được trao cho quan chức. Các quan lấy thế làm hổ thẹn, nhưng không ai dám nói.
Tháng 9 ÂL năm 1739, Trịnh Giang tiến xưng là Bác Đạt Mậu Hòa Tuy Du Dụ Nghĩa Trịnh vương, sau lại đổi là Thượng sư Đại phụ Toàn vương. Khi đó đang tuần du ở xã Quế Trạo, là quê hương Hoàng Công Phụ, Chúa mật sai Nguyễn Trác Luân và Trần Văn Hoán từ kinh sư chạy trạm lên, nói thác ra rằng sứ thần nhà Thanh sang Thăng Long, phong cho Giang làm An Nam thượng vương, ngang hàng với vua nhà Lê.

### Khởi nghĩa nông dân
Trước những việc làm ngang ngược của Trịnh Giang, nền chính trị ngày càng hủ bại, kinh tế cũng tuột dốc, mất mùa đói kém xảy ra; vì thế các cuộc khởi nghĩa cũng bắt đầu. Mùa xuân năm 1734, Quách Công Thi ở Lạc Thổ làm phản, hô hào tụ hợp nhiều người đi cướp bóc, đó là mầm móng đầu tiên của phong trào nông dân kéo dài hơn 30 năm ở Đàng Ngoài.
Tháng 9 ÂL năm 1737, nhà sư Nguyễn Dương Hưng lãnh đạo nhân dân nổi dậy ở núi Tam Đảo. Lúc ấy, nhân trong nước thái bình, dân không hiểu biết việc binh, chợt nghe có tin báo nguy cấp, thì lo sợ, dắt díu nhau ra ngoài thành, hay chôn giấu của cải, sắp sẵn lương khô làm thức ăn phòng khi nghĩa quân đánh vào Thăng Long, không ai có chí cố thủ cả. Tuy nhiên quân Trịnh nhanh chóng đánh bại được cuộc khởi nghĩa này. Sau việc đó, triều đình Lê-Trịnh hạ lệnh cho các lộ Sơn Tây và Thanh Hoa đều đặt đồn hỏa hiệu ở trên đỉnh núi, bắt dân sở tại ngày đêm canh giữ, nếu có nguy cấp thì đốt lửa để thông báo về triều.
Mùa đông tháng 10 năm 1738, các hoàng thân nhà Lê là Duy Mật, Duy Chúc (con vua Dụ Tông), Duy Quy (con vua Hy Tông) tức giận về việc họ Trịnh lấn quyền, giết vua, bèn cùng quan trong triều là bọn Phạm Công Thế, Vũ Thước và thuộc hiệu là Lại Thế Tế bàn mưu đốt kinh thành, nhưng không xong. Vì sợ công việc bị lộ, nên các hoàng thân đều bỏ trốn. Giang sai binh lính đuổi theo không kịp. Bọn Vũ Thước bị bắt, đem giam trong ngục rồi giết đi. Duy Chúc và Duy Quy sau bị bệnh chết, còn Duy Mật chiếm cứ mặt thượng du vùng tây nam, ròng rã chiến đấu với họ Trịnh suốt 30 năm tiếp theo. Ngoài Lê Duy Mật ra, ở khắp các vùng, dân chúng đã nổi lên khởi nghĩa dưới cờ các thủ lĩnh Vũ Đình Dung, Nguyễn Tuyển, Nguyễn Cừ, Vũ Trác Oánh, Nguyễn Hữu Cầu, Hoàng Công Chất, Nguyễn Danh Phương, mở đầu cho phong trào khởi nghĩa nông dân rầm rộ ở Đàng Ngoài.
Trước tình hình rối ren, các quan trong phủ chúa bàn định 6 điều để giữ vững nơi biên giới
1. Phụ đạo trong hàng phiên thần phần nhiều cầu cạnh để quản lãnh quân và dân. Nay nên giao cho viên quan ở trấn xét chọn, nếu người nào xứng đáng sẽ trao cho chức trách ấy.
2. Các trường mỏ, nên theo chế độ cũ, hạ lệnh cho phụ đạo quản cố trông coi, để lính mỏ có thống thuộc.
3. Người Nùng áo xanh đều nên có phương pháp khu xử.
4. Gỗ lạt ở thượng lưu, có hạng người thường mua bằng lối đặt tiền trước, hoặc lối cho vay tiền, như thế có hại cho dân, tệ tục ấy nên trừ bỏ đi.
5. Các sở tuần ti thiện tiện đặt chi nhánh để thu thuế người buôn bán một cách ngang trái, cần phải nghiêm cấm để tỏ rõ lòng khoan hồng đối với lái buôn.
6. Các trấn bị điêu tàn, nên tha cho những thuế còn thiếu, để yên ủi dân ngoài biên giới.

Trịnh Giang cho thi hành các điều 3, 4, 5, 6; 2 điều còn lại thì không trả lời. Lại trước kia lính tứ trấn đã thả về từ năm 1736 lại tập hợp lại để bỏ sung lực lượng.
Để có lực lượng đàn áp các cuộc khởi nghĩa nông dân đang lan nhanh, triều đình tăng cường bắt lính, hạ lệnh: tuyển thêm thủy binh ở Thanh – Nghệ, 5 huyện thuộc Thanh Hoa, theo ngạch cũ, cứ 6 suất đinh lấy một người làm lính. Đầu năm 1740, lại lập ra phép đoàn kết, quy định mỗi xã, cứ 10 dân đinh thì lấy 2 người, bắt tự sắm lấy đồ binh khí, đặt điếm canh để canh giữ; cứ 4, 5 xã hoặc 6, 7 xã địa thế tiếp giáp nhau kết hợp làm một đặt dưới sự quản lý của một quan chức địa phương, gặp có sự nguy cấp thì theo tình thế mà chống; nếu không đủ sức, thì báo cho nơi khác đến tiếp ứng. Vì vậy nên ở dân gian đâu đâu cũng có binh khí. Bọn gian nhân sự sơ hở, tụ họp nhau đi cướp bóc ngày càng quá tệ, vì thế không lâu sau phép này phải bãi bỏ. Tuy nhiên theo sử gia Tạ Chí Đại Trường, chính phép đoàn kết này đã giúp bọn Nguyễn Quý Cảnh có lực lượng hương binh để tiến hành cuộc đảo chính năm 1740 mà kết quả là Trịnh Giang bị lật đổ.

### Chính biến năm 1740
Đại Việt sử ký tục biên ghi nhận tình cảnh đất nước cuối thời trị vì của Trịnh Giang
| “ | Tuệ nóng lòng nhoi lên về đường sĩ hoạn, Hoàng Công Phụ bày mưu cho đỗ cao. Khi đã nắm chính quyền thì trong xướng ngoài họa, lũ tiểu nhân không còn né sợ gì nữa. Chính quyền phiền toái, thưởng phạt sai trái, trong nước từ đấy sinh ra lắm chuyện. | ” |

| “ | Hoàng Công Phụ cùng thân đảng lộng hành trộm cầm quyền... Không ngày nào không có đại thần bị đuổi, bị giết. Ngoài ra lại có bị mật cáo phải tội, những kẻ thù oán nhau lại dùng kế hãm hại nhau. Nhiều nhà bị bắt bớ gia sản hết sạch | ” |

Trịnh Giang lao vào ǎn chơi, ham mê tửu sắc nên sức khỏe ngày càng kém sút. Ông tư thông cả với cung nữ của cha mình là Kỳ viên họ Đặng, người xã Trà Đổng, huyện Tiên Du, xứ Kinh Bắc. Sau Vũ Thái phi biết chuyện, bắt ép bà Kỳ viên phải tự tử. Từ đó Giang cũng chán nản chính sự, thích việc đi chơi, làm nhiều cung quán ở tứ trấn, các danh sơn chùa cổ hầu như đều có kiệu chúa đi qua. Hoàng Công Phụ được hầu cận bên Chúa, nghi ngờ không cho lính 2 xứ Thanh, Nghệ theo hầu xe chúa, mà toàn dùng lính tráng là người làng mình. Việc đó khiến các quan và sáu quân đều không biết Chúa ở đâu.
Một hôm bất ngờ Trịnh Giang bị sét đánh gần chết. Từ đó Giang mắc bệnh kinh quý, tâm thần bất định, hoảng hốt và hay sợ hãi. Hoàng Công Phụ bèn nói dối rằng: "Đấy là vì dâm dục mà bị ác báo. Muốn không bị hại chỉ có cách là trốn xuống đất." Nhân đó các hoạn quan hạ lệnh đào đất, làm hầm cho chúa, gọi là cung Thưởng Trì. Từ đó Trịnh Giang ở hẳn dưới hầm, không hề ra ngoài. Công Phụ càng có điều kiện để lộng quyền. Các quan đại thần kế tiếp nhau người bị giết, người bị phạt, người nào cũng nơm nớp lo sợ không tự bảo toàn được thân mình, chính sự trái ngược, thuế khóa nặng nề, lòng dân li tán.
Còn Tiết chế Trịnh Doanh là người sáng suốt, quả quyết, có tài văn võ, rất được lòng người, nhưng bị Hoàng Công Phụ ngăn trở nên chẳng nắm được quyền hành, việc nước do đó càng thêm rối rắm. Trước tình hình đó, vào đầu năm 1740, bà Trịnh thái phi họ Vũ cho triệu Bồi tụng Hữu tư giảng Nguyễn Quý Cảnh, nhờ đến khuyên Trịnh Doanh lên thay Trịnh Giang. Quý Cảnh đem việc ấy nói với bồi tụng Nguyễn Công Thái và các đại thần Trịnh Đạc, Vũ Tất Thận, Nguyễn Đình Hoàn, họ đều đồng tình.
Lúc đó Hoàng Công Phụ đã đem quân đánh Nguyển Tuyển ở Ninh Xá, thành Thăng Long bỏ trống. Quý Cảnh chia binh giữ các cung điện và các ngỏ ngách trong thành, rồi vào ngày khai bảo họp các quan phò lập Trịnh Doanh lên làm Chúa. Từ đây, sử cũng không chép về kết cục của Hoàng Công Phụ.
Bọn hoạn quan ở cung Thưởng Trì được tin, vội tập hợp lực lượng đánh Quý Cảnh và tôn Trịnh Giang làm chúa như cũ, nhưng bị hương binh của Quý Cảnh đánh bại, giết sạch. Trăm quan cùng đem nhau đến lạy mừng. Trịnh Doanh tự tiến phong Nguyên soái, tổng quốc chính, Minh Đô vương, tôn Trịnh Giang làm Thái thượng vương.

## Cuộc sống cuối đời
Sử sách không ghi lại nhiều về giai đoạn Trịnh Giang làm Thái thượng vương, chỉ biết rằng ông gần như bị giam lỏng ở cung Thưởng Trì và không còn bất kỳ quyền hành gì đối với triều đình Lê – Trịnh nữa. Về sau các thê thiếp bắt đầu sinh con được cho ông, trong đó có người con thứ 2 là Trịnh Bồng, cũng chính là vị chúa cuối cùng của nhà Trịnh sau này. Tuy nhiên Trịnh Bồng không được lập làm Thế tử mà ngôi vị đó thuộc về Trịnh Sâm, con trai trưởng của Trịnh Doanh.
Thái thượng vương qua đời vào ngày 30 tháng 12 năm 1761, hưởng dương 51 tuổi. Ông làm chúa 11 năm và lánh ở cung Thưởng Trì thêm 20 nǎm nữa mới mất. Được tôn là Dụ Tổ Thuận vương, tên thụy là Di Mục, an táng ở cánh đồng Nhân Lý thuộc phủ Thiệu Thiên, Thanh Hoa. Khi lui về cung Thưởng Trì, Trịnh Giang thường mừng rằng việc tôn miếu có người phó thác, muốn cùng Trịnh Doanh vui chơi. Có lúc hằng năm đều yến tiệc vui mừng, tình nghĩa anh em vẫn gần gũi, thân thiết như cũ. Đến khi Thượng vương mất, Chúa than khóc rất nhiều, lại đến khi rước thần chủ vào miếu, vì cớ Doanh là em của Giang chứ không phải con nối ngôi cha, quần thần bàn tán khác nhau, nhưng cuối cùng vẫn cho thờ ở chính miếu.
Về sau, khi cháu nội Trịnh Doanh là Trịnh Khải bị Tây Sơn tiêu diệt (1786), con Trịnh Giang là Trịnh Bồng được lập lên ngôi chúa, tức là Án Đô vương, chúa Trịnh cuối cùng trong lịch sử Việt Nam.

## Đánh giá
Trịnh Giang là người làm hỏng chính sự Đàng Ngoài, khiến thế nước của Bắc Hà suy yếu. Sử gia Phan Huy Chú trong Lịch triều Hiến chương loại chí cho rằng Trịnh Giang là người có tính hay nghi kị mà giết hại các đại thần, lại ham mê xây dựng cung quán mà làm nhọc sức dân. Ham chơi bời, háo sắc, bỏ bê chính sự, sợ sấm sét và bị mất địa vị, những nét đó của Trịnh Giang khá giống với Mạc Mậu Hợp. Tuy nhiên, vì họ Trịnh đã xây dựng được bộ máy cai trị nề nếp, quy củ từ nhiều đời trước nên cơ đồ vẫn được giữ vững bởi tay Trịnh Doanh và nhờ đó Trịnh Giang mới được sống vô sự đến hết đời.
Dưới đây là lời cẩn án trong Khâm định Việt sử thông giám cương mục thời Nguyễn:
Trịnh Giang bạo nghịch giết vua, cũng như Vương Mãng, Đổng Trác nhà Hán. Có người nói "Đế Duy Phường là con của người khác". Câu nói ấy chẳng qua kẻ bè đảng với họ Trịnh bịa ra để gỡ tội cho Giang mà thôi. Tra trong Ngọc Phả nhà Lê nói: "Duy Phường là con của Dụ Tông". Thế hệ nhà Lê nói: "Giang vu cho nhà vua thông gian với vợ Trịnh Cương mà phế truất đi". Ngọc Phả và Thế Hệ đều chép rành rành như thế, có thể dùng làm chứng cớ. Thế mà người tục biên Lê Sử lại nói rằng: "Nhà vua hoang dâm càn rỡ không kiêng kỵ gì", nhưng họ không nêu rõ được sự việc. Chép như thế là hồ đồ, họ theo ý riêng mình mà múa mép câu văn, toan đem việc ấy để buộc tội Duy Phường. Tội Trịnh Giang phải trừng trị không tha thứ được mà người tục biên Lê Sử chép như thế, thì còn có thể gọi được là bộ sử đáng tin không? Lại còn việc này nữa: Duy Tường là con trưởng, Cương phế truất đi mà lập Duy Phường; Duy Phường đã lên ngôi vua rồi, Giang lại phế truất đi mà lập Duy Tường. Sử cũ chép về việc truất bỏ Duy Phường thì nói: "Lễ số gia ân đều xén bớt"; về việc lập Duy Tường thì nói: "Dẫn hoàng tử vào trong phủ để xem mặt". Vua tôi là nghĩa lớn, bỏ vua này lập vua kia là việc lớn. Lúc ấy, mũ và giầy lộn ngược như thế, cũng có phải tội lỗi chỉ tại một mình họ Trịnh đâu!
Theo Quỳnh Cư và Đỗ Đức Hùng
Dưới thời cầm quyền của Trịnh Giang, tình hình trong nước lại mất ổn định. Giang là kẻ vô cùng bạo ngược, không việc gì là không làm: sát hại công thần, tự cho thi tiến sĩ ở phủ đường..., giết vua nọ lập vua kia...
Theo sách Lịch sử Việt Nam, tập 4
Trịnh Giang lên nắm quyền bính đã phá tan nhiều thành quả cải cách của cha và các bậc công thần ở đời trước. Sự bất tài đã khiến Trịnh Giang nghi kỵ, trả thù, mưu sát nhiều bậc công thần tài giỏi như Nguyễn Công Hãng, Lê Anh Tuấn... Trịnh Giang uy hiếp vua Lê, tin dùng hoạn quan, nịnh thần như Hoàng Công Phụ lũng đoạn triều đình và phủ Chúa ... Là người nam quyền hành cao nhất, điều khiển cả cung Vua, phủ Chúa nhưng Giang ngày càng tối tăm mê hoặc, sắp đặt công việc lẫn lộn sai lầm. Thời Trịnh Giang, hoạn quan hoành hành trong phủ Chúa, gian thần sát hại người ngay thẳng, triều chính rối ren không ai lo. Bộ máy Nhà nước như một cỗ xe mục nát. Trịnh Giang là bạo chúa hoang dâm vô độ nhất trong dòng họ Trịnh.
Theo Phạm Văn Sơn trong Việt sử tân biên, quyển 3
Trịnh Giang là một ông Chúa ham xa xỉ và tàn ác, đặt nhiều thuế khóa và làm thất nhân tâm, vì vậy trong nước xảy ra nhiều việc rối ren đói khổ. Từ Trịnh Giang cơ nghiệp của nhà Chúa ở Bắc Hà bắt đầu suy sụp.
Tuy nhiên cũng trong công trình này, Phạm Văn Sơn cũng đánh giá cao một chính sách của chúa Trịnh Giang, đó khuyến khích việc in các sách Tứ thư, Ngũ kinh và cấm người Trung Quốc nhập lậu sách vào đất Việt. Riêng về điểm này, ông được gọi là một tay sành nghề trị dân và sốt sắng với công ích.
Tạ Chí Đại Trường thì có cái nhìn bao quát hơn, tuy thừa nhận những lỗi lầm của Trịnh Giang nhưng vẫn ghi nhận những đóng góp của ông trong thời gian trị vì
Trịnh Giang bị lật đổ với cớ làm hư hỏng triều chính nhưng đó là khi ông ta đã đắc chí và mang bệnh hoạn, còn khi mới lên ngôi ông vẫn sử dụng Nguyễn Công Hãng để thi hành những cải cách lớn lao dù đã bị ông này chê nặng lời khi còn là Thế tử.

## Gia đình
- Cha: Hy Tổ Nhân vương Trịnh Cương (1686–1729)
- Mẹ: Từ Đức Thái phi Vũ Thị Ngọc Nguyên (1689–1751)
- Vợ: Chính Phi Lê Thị Ngọc Thanh (?–1753[1]), người thôn Hạ Đình, xã Nhân Mục, huyện Thanh Trì, con gái của Lê Đình Dự[1]
- Con trai:
  - Đồng Quận công Trịnh Đồng (?–1766)[1]
  - Yến Đô vương Trịnh Bồng (1749–1791)[1]
  - Trình Quận công Trịnh Trù (?–1787), bị quân Tây Sơn giết hại[1]
  - Kỳ Quận công Trịnh Ngô (?–1791), bị quân Tây Sơn giết hại[1]
- Con gái:
  - Quận chúa Trịnh Thị Ngọc Đĩnh, chết yểu[1]
  - Quận chúa Trịnh Thị Ngọc Chiên (?–1789), lấy Nhuận Trạch hầu Bùi Thời Nhuận[1]

### Danh mục nguồn
- Trần Trọng Kim (1971), Việt Nam sử lược, Trung tâm Học liệu Xuất bản thuộc Bộ Giáo dục.
- Quỳnh Cư, Đỗ Đức Hùng (2005). Các triều đại Việt Nam. Quyển 1. Nhà xuất bản Thanh niên.{{Chú thích sách}}:  Quản lý CS1: ref trùng mặc định (liên kết)
- Nhiều tác giả (2018). Viện nghiên cứu Hán Nôm (biên tập). Đại Việt sử ký tục biên, (1676-1789). Ngô Thế Long; Nguyễn Kim Hưng biên dịch. Nguyễn Đổng Chi giới thiệu. Hà Nội: Nhà xuất bản Hồng Đức. ISBN 9786048948252. OCLC 1090903281.
- Quốc sử quán triều Nguyễn (1998). Khâm định Việt sử Thông giám cương mục (PDF) (pdf). Hà Nội: Viện Sử học. Bản gốc (PDF) lưu trữ ngày 23 tháng 1 năm 2022. Truy cập ngày 23 tháng 1 năm 2022.
- Nguyễn Khắc Thuần (1995), Thế thứ các triều vua Việt Nam, Hà Nội: Nhà xuất bản Giáo dục
- Phan Huy Chú (1960), Lịch triều Hiến chương loại chí, tập một (Tổ phiên dịch viện sử học phiên dịch và chú giải), Hà Nội: Nhà xuất bản Giáo dục
- Không rõ tác giả (1927–1928). "Trịnh thị thế gia". Tạp chí Nam Phong.{{Chú thích tạp chí}}:  Quản lý CS1: định dạng ngày tháng (liên kết)
- Phạm Đình Hổ (1906). Vũ trung tùy bút. OCLC 1347348493.

- Tạ Chí Đại Trường (2009). Bài sử khác cho Việt Nam. Quyển 1. Nhà xuất bản Kệ sách.{{Chú thích sách}}:  Quản lý CS1: ref trùng mặc định (liên kết)
- Viện sử học (2017). Lịch sử Việt Nam. Quyển tập 4. Nhà xuất bản Khoa học xã hội. {{Chú thích sách}}: Đã bỏ qua tham số không rõ |đồng tác giả= (trợ giúp)
- Phạm Văn Sơn (1959), Việt sử tân biên, quyển 3, Sài Gòn: Cơ sở xuất bản Đại Nam
- Trịnh Như Tấu (1933). Trịnh gia chính phả. Nhật Nham tùng thư.{{Chú thích sách}}:  Quản lý CS1: ref trùng mặc định (liên kết)
- Ngô Thế Long (2006). Viện Việt Nam học và khoa học phát triển, Đại học Quốc gia Hà Nội (biên tập). Đặng gia phả hệ Toản chính thực lục và Đặng gia phả ký tục biên, Lương Xá – Hà Tây 鄧家譜系纂正實錄, 鄧家譜記續編 (bằng tiếng Việt, Pháp, và Trung). Nhà xuất bản Thế giới. OCLC 75256727. {{Chú thích sách}}: Kiểm tra giá trị |editor-first= (trợ giúp)